# دانشگاه کلیسای کریست کانتربری
دانشگاه کانتربری مسیح چرچ (CCCU) یک دانشگاه دولتی واقع در کانتربری، انگلستان است. این کالج در سال ۱۹۶۲ به عنوان کالج کلیسای انگلستان برای تربیت معلم تأسیس شد. این دانشگاه در ابتدا به منظور رفع نیازهای مدارس کلیسا در زمان کمبود معلم تأسیس شد. کلاس‌ها در ابتدا در محل اقامتی مجاور کلیسای سنت مارتین برگزار می‌شد. بنیانگذار اصلی فردریک میسون بود.
این کالج در سال ۲۰۰۵ وضعیت دانشگاه را دریافت کرد و نام جدیدی را به نام دانشگاه کانتربری کریست چرچ (CCCU) انتخاب کرد.